# Бугроватка (Кировоградская область)
Бугроватка (укр. Бугруватка) — село в Великоандрусовской сельской общине Александрийского района Кировоградской области Украины.
До 2020 года входило в Светловодский район
Население по переписи 2001 года составляло 14 человек. Почтовый индекс — 27530. Телефонный код — 5236. Код КОАТУУ — 3525285202.